# Notre-Dame-de-l’Assomption (Puligny-Montrachet)

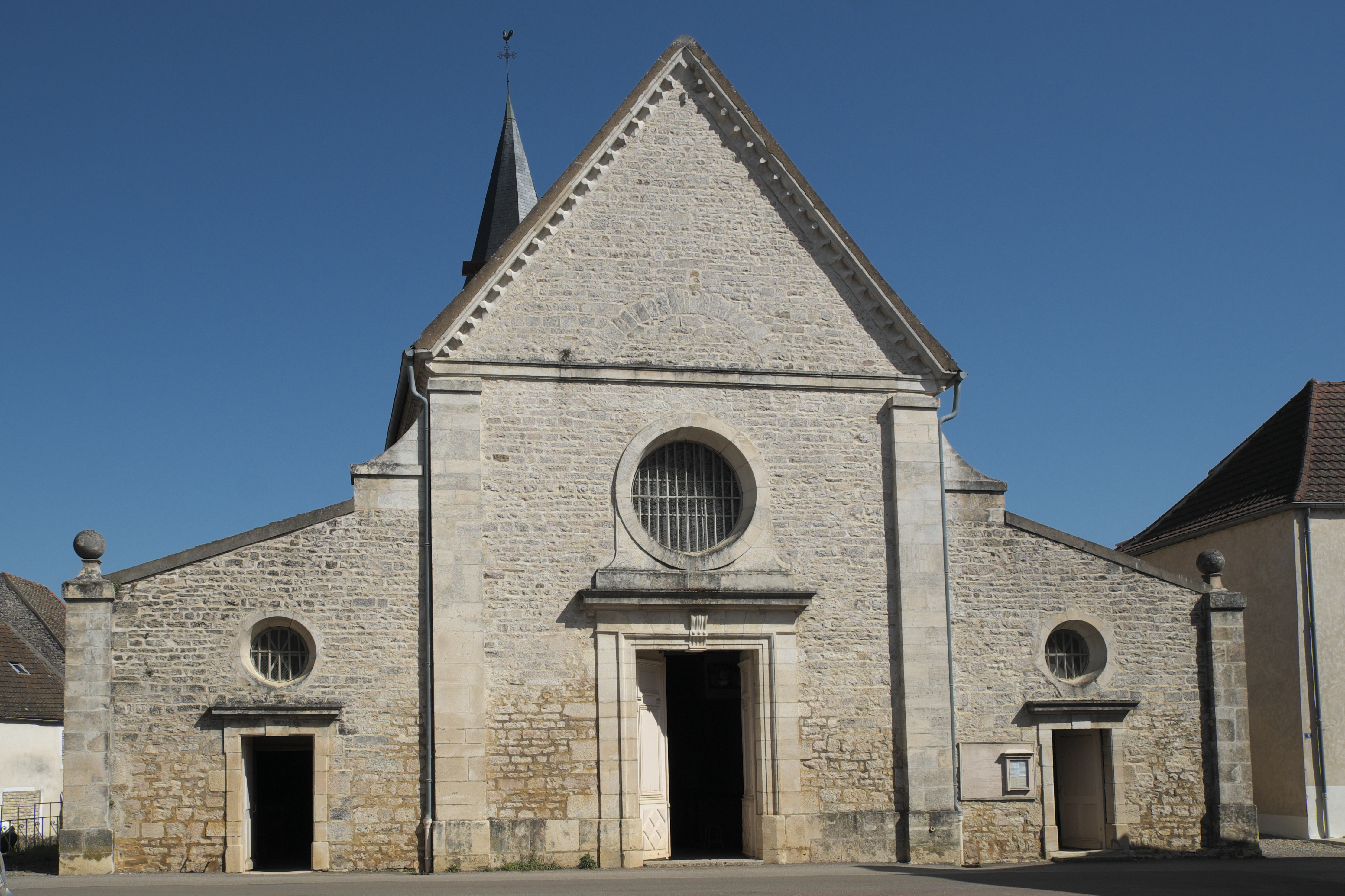
Kirche Notre-Dame-de-l’Assomption

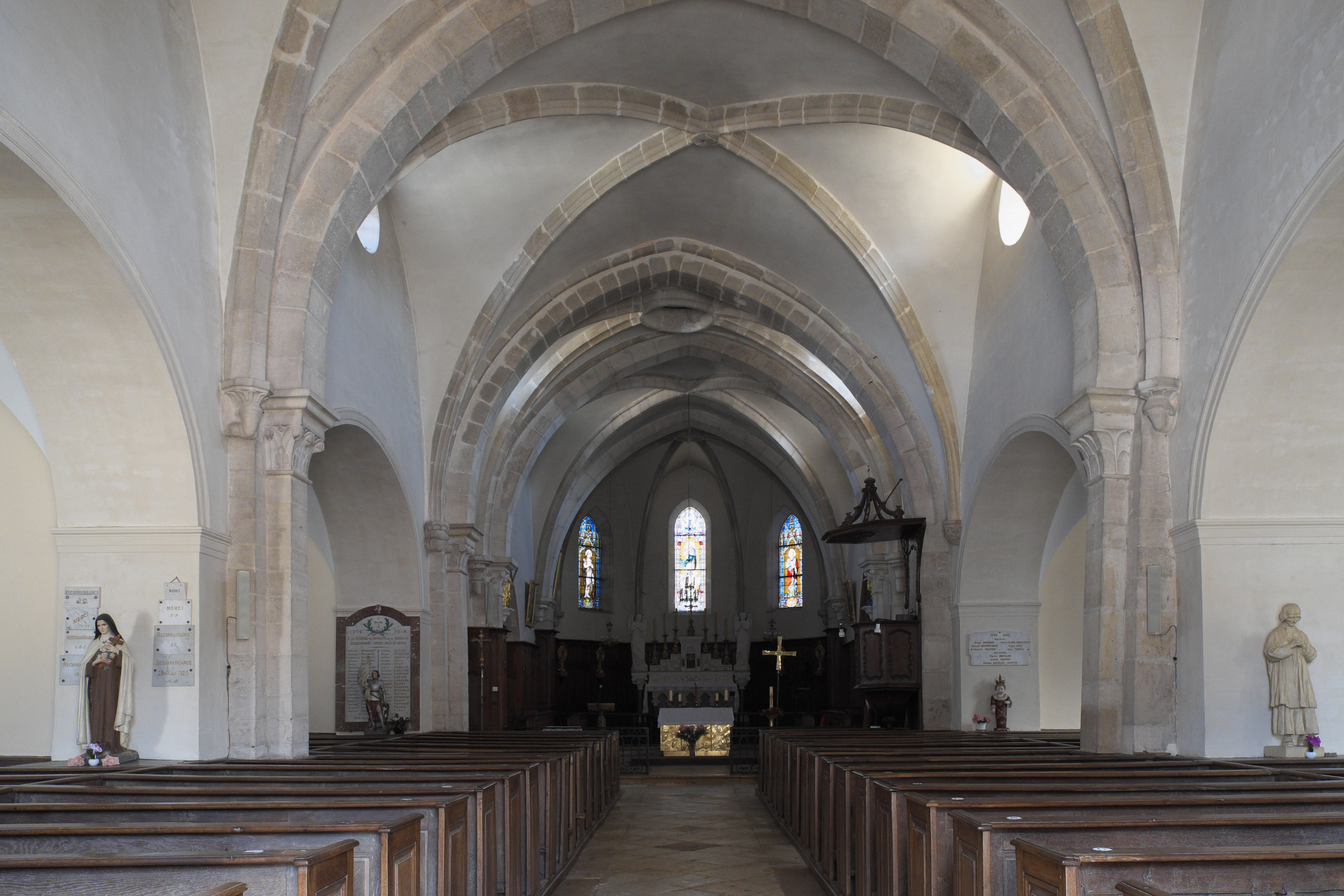
Innenraum

Die katholische Pfarrkirche Notre-Dame-de-l’Assomption (Mariä Himmelfahrt) in Puligny-Montrachet, einer Gemeinde im Département Côte-d’Or in der französischen Region Bourgogne-Franche-Comté, wurde im 13. Jahrhundert errichtet. Die Kirche steht auf der Liste des Inventaire général du patrimoine culturel, des Verzeichnisses des kulturellen Erbes in Frankreich.

## Geschichte
Ende des 15. Jahrhunderts wurde die nördliche Seitenkapelle angebaut. Das Gewölbe des Langhauses wurde zu Beginn des 16. und im 17. Jahrhundert erneuert. Das Gewölbe im Chor weist die Jahreszahl 1619 auf. In der zweiten Hälfte des 18. Jahrhunderts wurden die Seitenschiffe und das westliche Joch mit dem Portal errichtet. In der Mitte des 19. Jahrhunderts wurden die südliche Seitenkapelle, die Apsis und die Sakristei angefügt.

## Architektur

### Außenbau
Zwischen Chor und Langhaus sitzt ein Dachreiter, der von einem gedrehten Spitzhelm bekrönt wird. Die Außenwände der Seitenschiffe werden durch Strebepfeiler verstärkt. In der Westfassade sind auf der Höhe der Seitenschiffe zwei kleinere und auf der Höhe des Mittelschiffs ein größeres Portal eingeschnitten, über den rechteckigen Portalen öffnen sich Rundfenster.

### Innenraum
Das dreischiffige Langhaus mündet im Osten in einen polygonalen Chor. Das Hauptschiff ist mit einem Kreuzrippengewölbe gedeckt, die Seitenschiffe besitzen Kreuzgratgewölbe. Die weiten Rundbögen, die das Hauptschiff zu den Seitenschiffen öffnen, ruhen auf wuchtigen Pfeilern. Die Gurtbögen des Gewölbes werden von Pilastern getragen, die mit Kapitellen verziert sind, die Gewölberippen werden von Konsolen aufgefangen.

## Bleiglasfenster
Die Bleiglasfenster der Kirche stammen aus dem 19. Jahrhundert. Die beiden Fenster mit der Darstellung der heiligen Maria Magdalena und des Apostels Paulus wurden von Charles Champigneulle ausgeführt. Auf einem Fenster mit der Signatur von Joseph Besnard und der Jahreszahl 1880 sind die Frauen am leeren Grab dargestellt. Das Fenster mit der Darstellung der Marienerscheinung in Lourdes trägt die Signatur von Lucien-Léopold Lobin und die Jahreszahl 1892. Ein weiteres Fenster, auf dem die Himmelfahrt Mariens dargestellt ist, stammt von einem unbekannten Künstler.

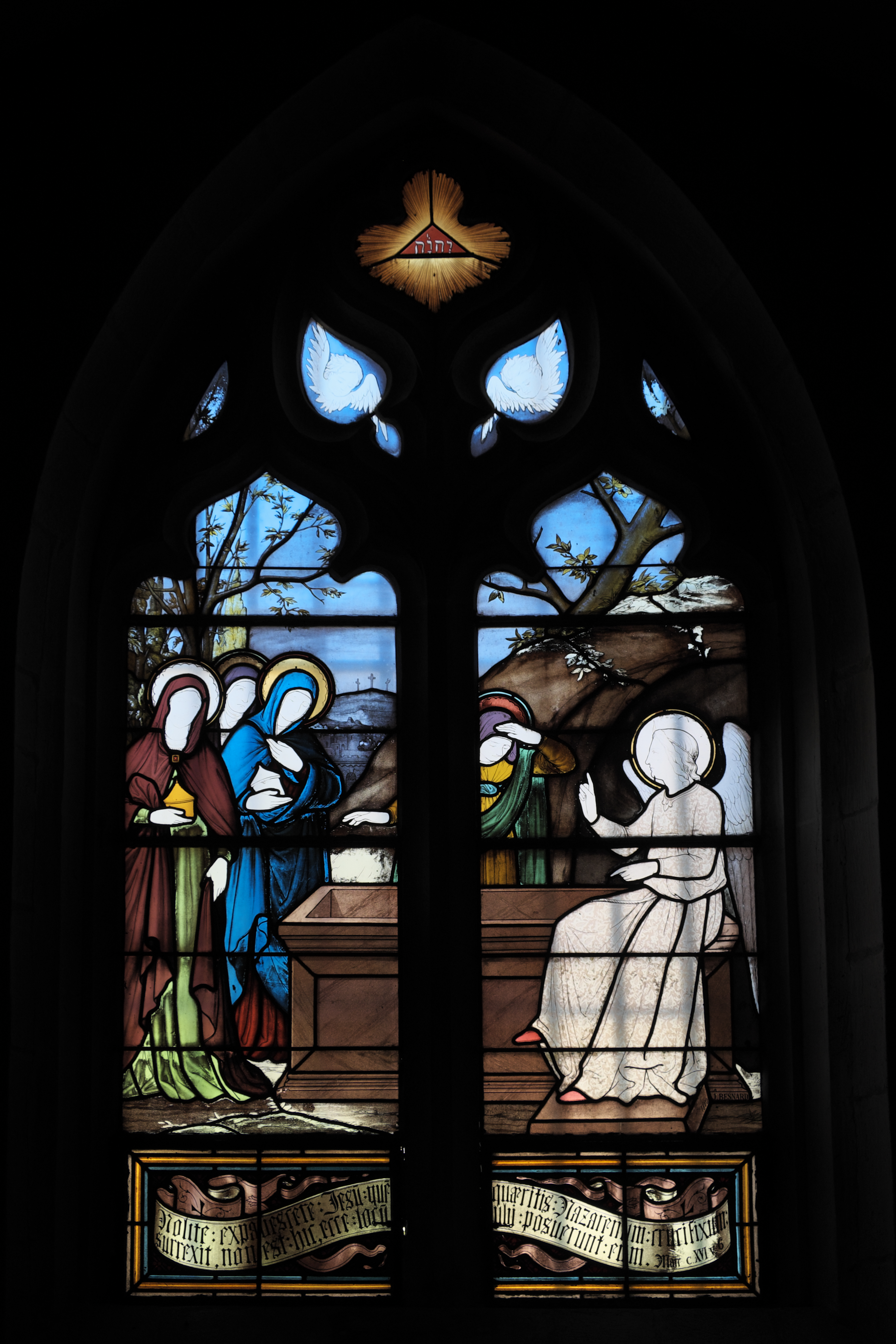
Frauen am Grab
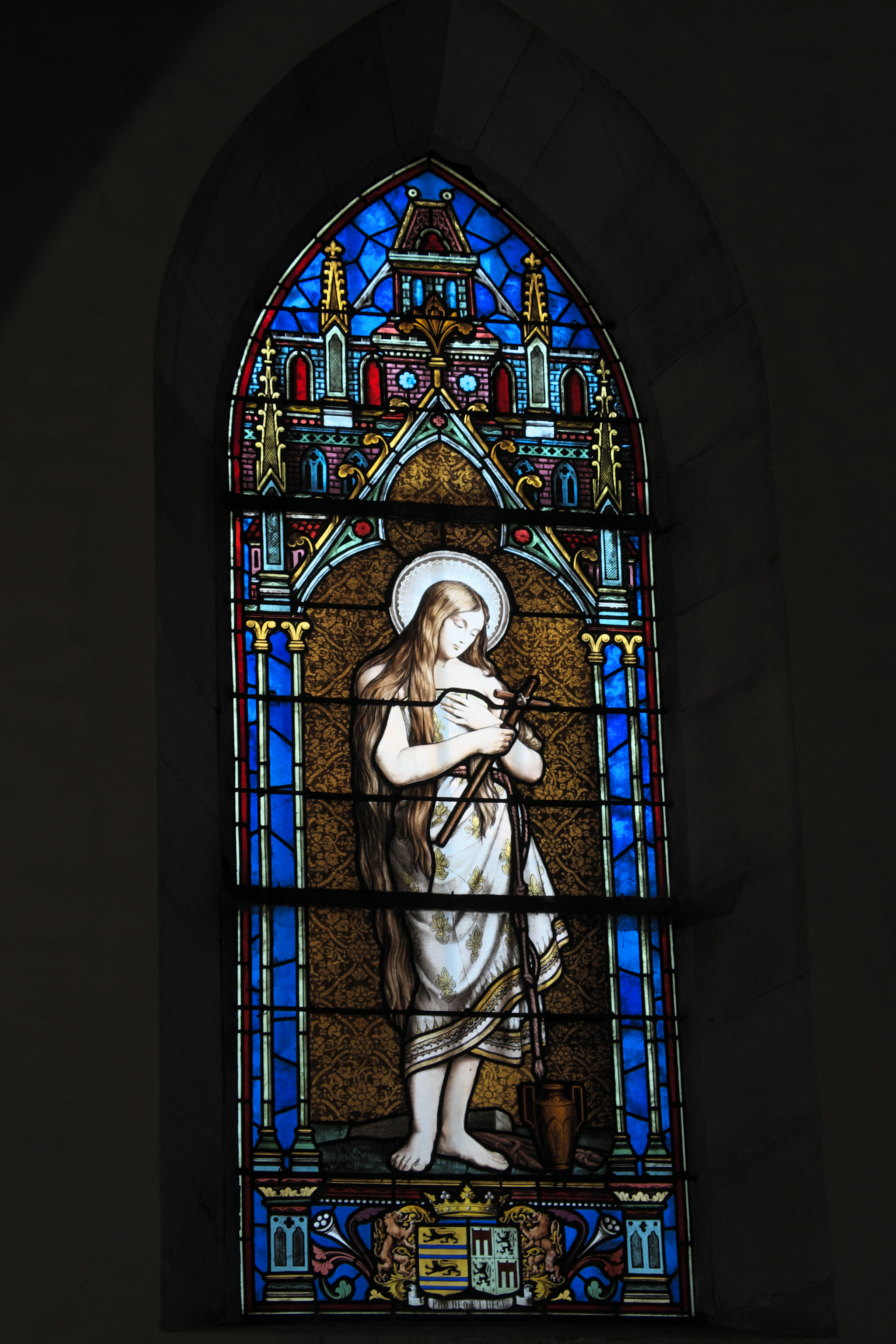
Maria Magdalena
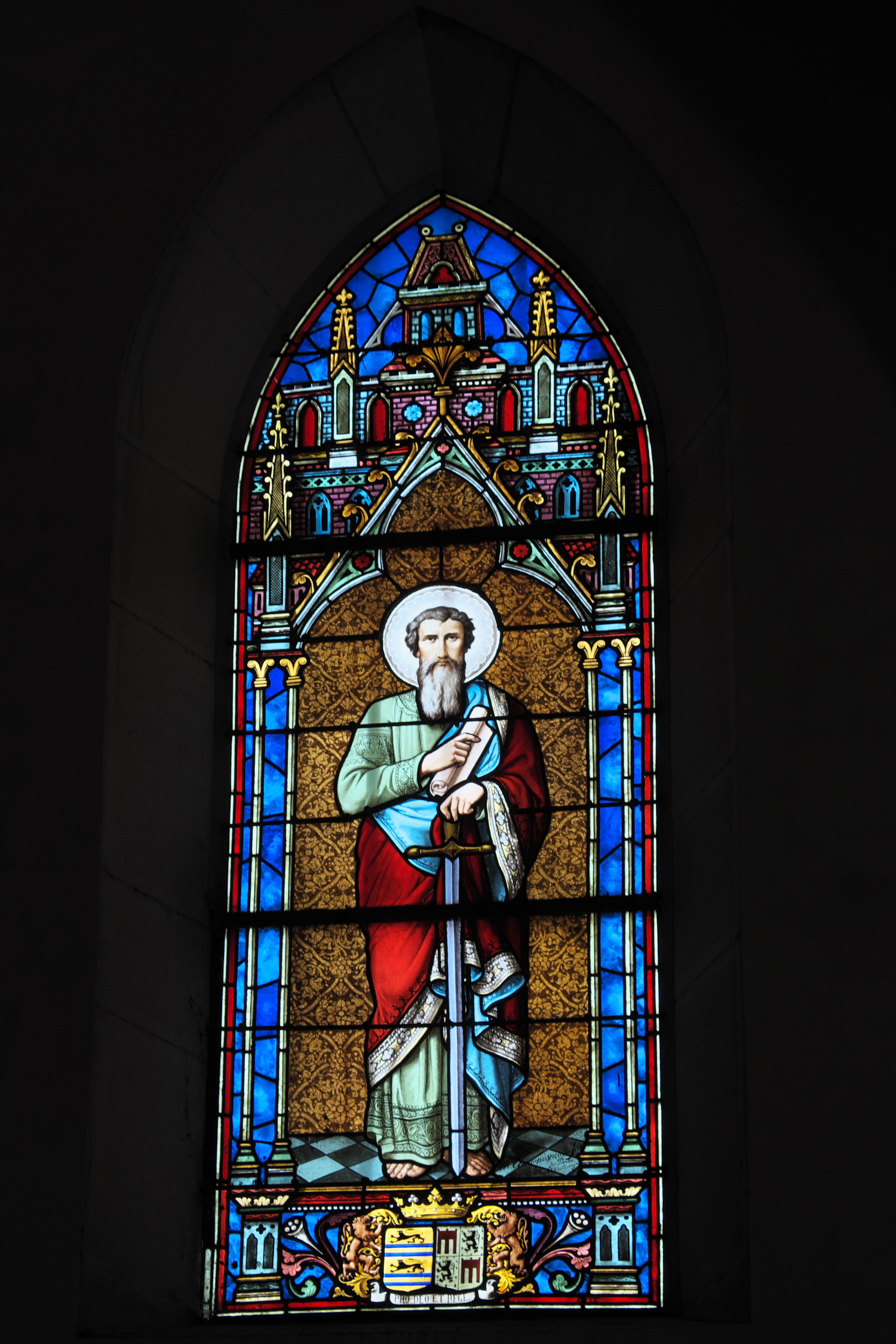
Apostel Paulus
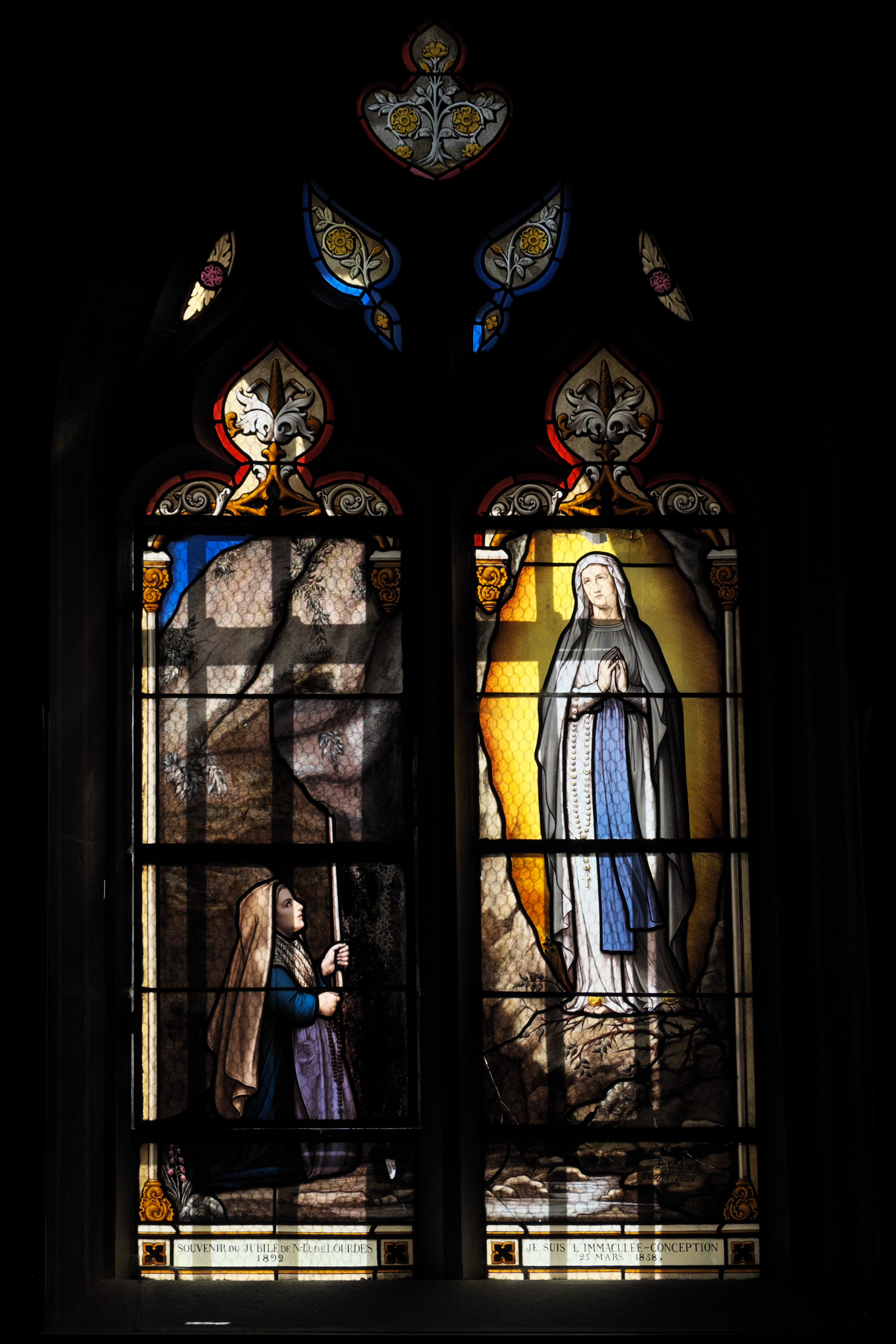
Marienerscheinung in Lourdes

## Heiliges Grab
Die Kirche besitzt ein Heiliges Grab aus der Renaissance. Auf einem mit vier Arkaden verzierten Sockel ist Christus als Liegefigur dargestellt. In den Nischen sind die römischen Soldaten, die das Grab bewachen sollten, in der Kleidung und mit Waffen aus dem 16. Jahrhundert zu sehen. Am oberen Rand ist die Inschrift eingemeißelt: „ACCEPERV(N)T AVT CORPVS IESV E LIGAVERVNT EVM LINTHEIS CV AROMATIB(VS)“ (sie nahmen den Leichnam Jesu und wickelten ihn in Leintücher mit Kräutern) und darunter die Jahreszahl 1539.

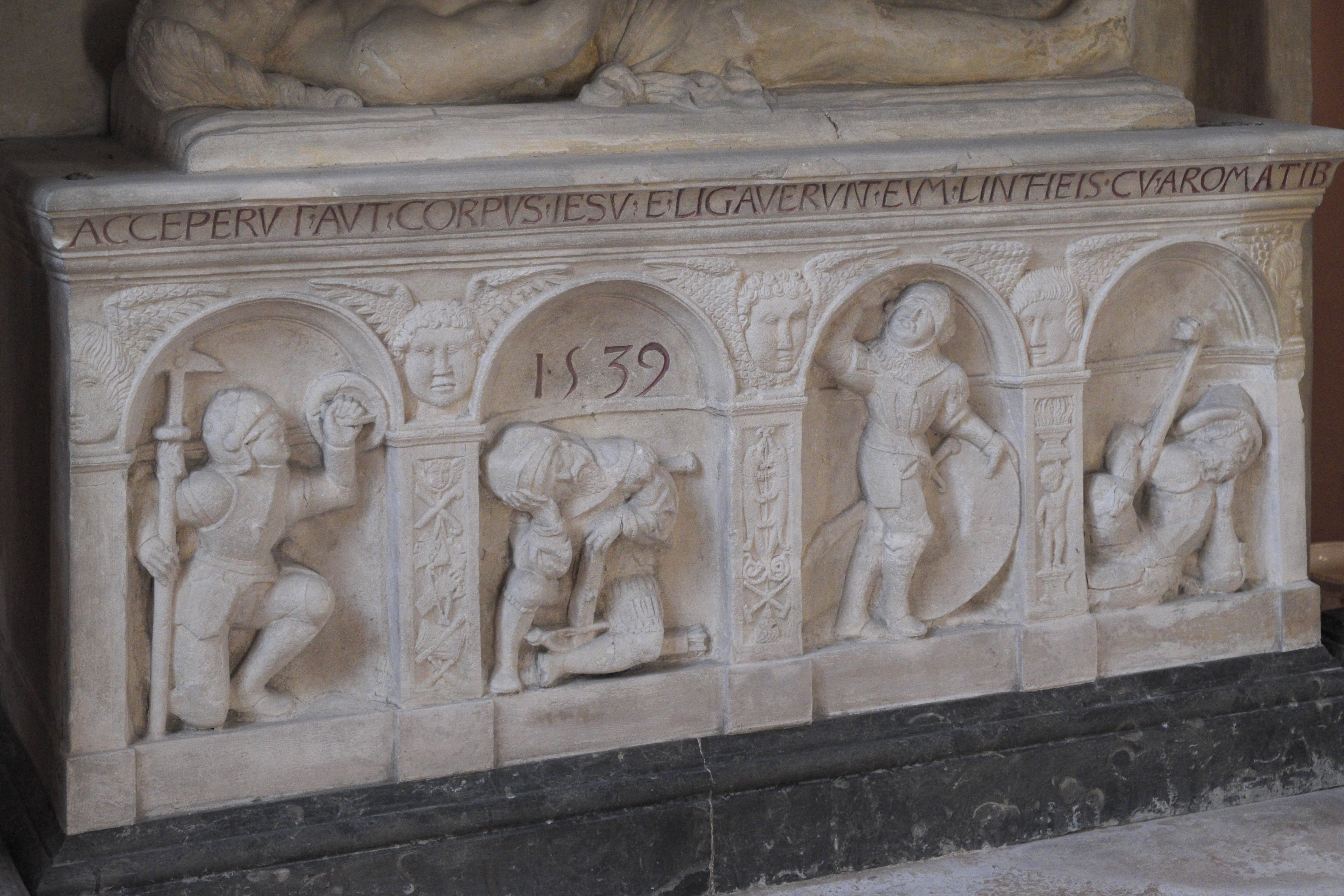
Heiliges Grab
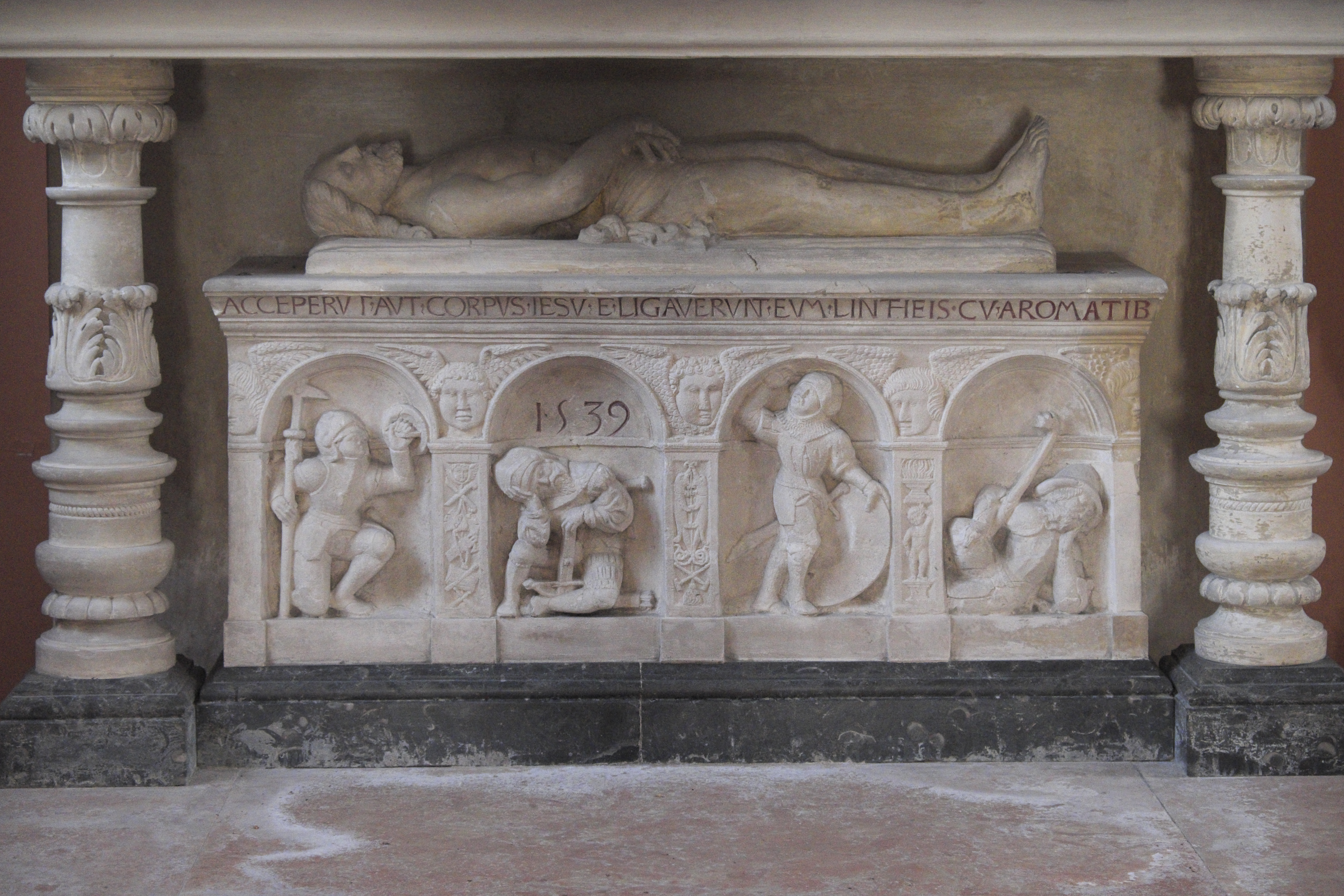
Heiliges Grab
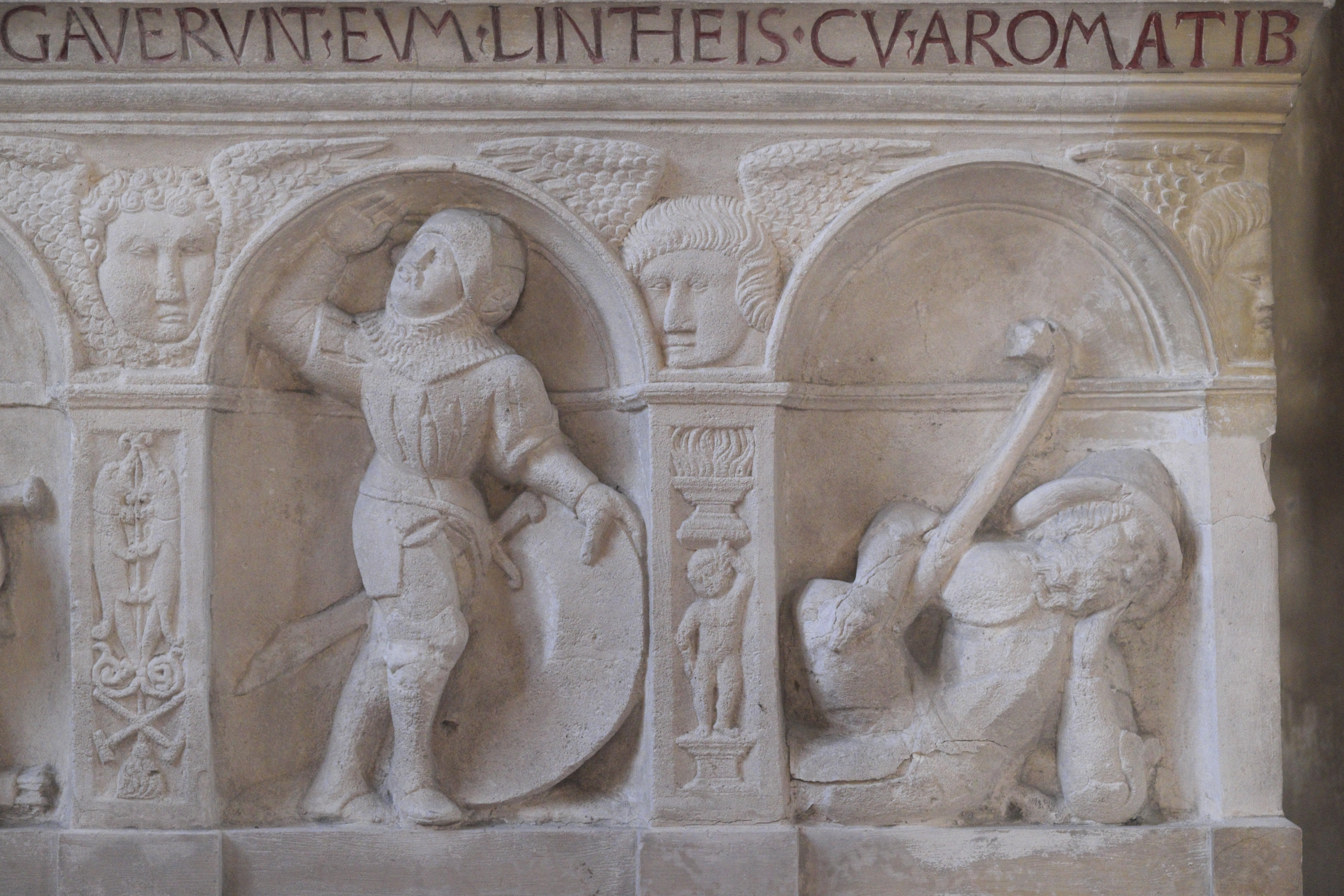
Soldaten